# Клезмер
Клезмер (на идиш: כליזמר) е музикален стил – народната музика на ашкеназките общности в Източна Европа.
Широко разпространен през XIX век, той е базиран на румънската народна музика, като е повлиян и от гръцкия, украинския, полския, циганския и турския фолклор, а след пренасянето му в Съединените щати от емигрантите в края на XIX век – и от джаза.